# آدرالدو فریرا آندره
آدرالدو فریرا آندره (به پرتغالی: Aderaldo Ferreira André) مدافع اهل برزیل است که در شهر ماسیو، آلاگواس و در تاریخ ۱۴ ژوئن ۱۹۷۷ به دنیا آمده‌است.
آدرالدو فریرا آندره در تیم‌های فوتبال CRB سابقهٔ حضور دارد.